# جی. فن دن بورخ
جی. فن دن بورخ (هلندی: G. Van Den Burgh) بازیکن فوتبال اهل اندونزی بود.
وی همچنین در تیم ملی فوتبال اندونزی بازی کرده‌است.